# Гурскёй
Гурскёй (норв. Gurskøya) — остров, входящий в муниципалитеты Санне и Херёй в норвежской губернии Мёре-ог-Ромсдал. Остров имеет площадь 137 км², и на нём расположены деревни Gursken, Moldtustranda и Larsnes. Южная часть острова исторически была частью муниципалитета Ровде.
На острове базируется ряд промышленных заведений по ловле и переработке рыбы.